# إنتف الأول
إنتف الأول، (بالإنجليزية: Intef I)، ويسمى أيضا (سحر تاوى - إنتف) بمعني (حور مهدئ الأرضين) ويعتبر هذا الفرعون الأمير الأول من الأمراء الستة الذين تتالف منهم الأسرة الحادية عشر. في الفترة الانتقالية الأولى. وهم الذين حكموا نصف البلاد قبل مجيء الأسرة الثانية عشر بما يقرب من 143 سنة.

## حكمه
حكم انتف الأول من 4 إلى 16 خلال الفترة 2120 - 2070 قبل الميلاد. بعد الملك منتوحوتب الأول، وقد كان أول حاكم طيبي يكتب اسمه داخل شن (المناظر للطغراء السلطانية في عهد العثمانيين) وكان مناهضا للفرعون الذي كان يحكم البلاد في اهناسيا ومنف في تلك الفترة. خلفه في الحكم إنتف الثاني.